# Big K
Big K est une série de bande dessinée belge inspirée du roman noir, scénarisée par Fabian Ptoma et dessinée par Nicolas Duchêne, éditée en album de janvier 2012 à février 2013 par Casterman, avant d'être rééditée en intégrale augmenté d'un tome inédit en juin 2015 par les Éditions Sandawe. 

## Résumé
Le récit de Big K propose de suivre Richard Kielowski. De son enfance torturée jusqu'à son adolescence, où il prend conscience qu'être violent et insensible peut selon lui être synonyme de puissance, nous suivons les déclencheurs qui le mènent jusqu'à l'atroce condition d’un homme dépourvu d’empathie pour autrui.
Naît de cette jeunesse peu enviable un tueur implacable qui sévit comme homme de main dans la mafia new-yorkaise des Seventies. Big K est une fiction librement inspirée de la vie de Richard Kuklinski, tueur à gages américain d'origine polonaise et irlandaise. 

## Albums
L'histoire de Big K est développée au travers des trois albums suivants : 
1. L'Appel du sang (48 planches, Casterman, janvier 2012,  (ISBN 978-2-203-04067-0))
2. L'Invitation au Mal (48 planches, Casterman, février 2013,  (ISBN 978-2-203-05019-8))
3. Big K - Intégrale (160 planches, Sandawe, juin 2015)

Big K est une série qui a été publiée en deux tomes au sein de la collection « Univers d'auteurs » de Casterman entre janvier 2012 et février 2013. À la suite d'un changement de ligne éditoriale, les éditions Casterman décident de ne pas poursuivre la collaboration.

Les auteurs proposent alors le projet aux éditions Sandawe, maison d'édition belge spécialisée dans le financement participatif. Le projet est mis en financement le 29 août 2013. Le projet boucle son budget le 25 février 2015 soutenu par 234 « édinautes ». Les éditions Sandawe éditent au mois de juin 2015 une intégrale reprenant les deux tomes publiés chez Casterman ainsi qu'un tome inédit[source insuffisante].

## Prix et récompenses
- Prix de la BD du mois de février 2013 par Le Parisien [6]
- Prix 2013 BD Le Parisien – Aujourd’hui en France : sélection[6]
- Prix Polar 2012 de la meilleure série BD de Cognac : sélection [7]